# Stazione di Nishi-Tokorozawa
La stazione di Nishi-Tokorozawa (西所沢駅?, Nishi-Tokorozawa-eki) è una stazione ferroviaria della città di Tokorozawa, situata nella prefettura di Saitama, in Giappone. La stazione è servita dalle Ikebukuro e Sayama delle Ferrovie Seibu.

## Linee
Ferrovie Seibu
● Linea Seibu Ikebukuro
● Linea Seibu Sayama

## Struttura
La stazione possiede un marciapiede a isola centrale e due laterali, con un totale di quattro binari passanti. I marciapiedi sono collegati al fabbricato viaggiatori, presente al lato nord, da un passaggio sopraelevato, con ascensori e scale mobili.
| 1-2 | ● Linea Seibu Sayama    | per Shimo-Yamaguchi e Seibu-Kyūjō-mae |
| 1-2 | ● Linea Seibu Ikebukuro | per Tokorozawa, Nerima, Ikebukuro e - Shin-Kiba via Linea Yūrakuchō - Shibuya via Linea Fukutoshin (prosecuzione per Yokohama via linea Tōkyū Tōyoko) |
| 3   | ● Linea Seibu Ikebukuro | per Kotesashi, Hannō e Seibu-Chichibu |
| 4   | ● Linea Seibu Ikebukuro | per Tokorozawa, Nerima, Ikebukuro, Shin-Kiba, Shibuya e Yokohama                                                                                      |

## Stazioni adiacenti
| «                           | Servizio                                                                      | »                     |
| Linea Seibu Ikebukuro       | Linea Seibu Ikebukuro                                                         | Linea Seibu Ikebukuro |
| --------------------------- | ----------------------------------------------------------------------------- | --------------------- |
| Tokorozawa                  | Locale Semiespresso Semiespresso pendolari Rapido Espresso pendolari Espresso | Kotesashi             |
| L'espresso rapido non ferma |                                                                               |                       |
| Linea Seibu Sayama          |                                                                               |                       |
| Tokorozawa                  | Tutti i treni                                                                 | Shimo-Yamaguchi       |